# Riu Churchill
El riu Churchill (en anglès Churchill River, en francès Rivière Churchill) és un gran riu de les províncies d'Alberta, Saskatchewan i Manitoba, al Canadà. Des de la capçalera, al llac Churchill, fins a la desembocadura a la badia de Hudson, el riu té 1.609 quilòmetres de llargada. Va ser batejat en record a John Churchill, 1r Duc de Marlborough, i governador de la Companyia de la Badia de Hudson entre 1685 i 1691.
El nom del riu en cree és Missinipi, que significa «grans aigües».

## Geografia
Localitzat gairebé íntegrament a la regió de l'escut canadenc, les seves fonts més llunyanes són una sèrie de llacs localitzats al centre-est de la província d'Alberta que desemboquen en una sèrie de llacs a Saskatchewan (el llac Churchill i el llac Peter Pond) i Manitoba. El principal afluent, el riu Beaver, s'uneix al Llac Île-à-la-Crosse.
Una gran part del cabal del riu Churchill procedeix del riu Reindeer, que discorre des del llac Wollaston i el llac Reindeer. El cabal del llac Reindeer està regulat per la presa Whitesand. A partir d'aquí, poc després de la frontera entre Manitoba i Saskatchewan, el riu Churchill discorre cap a l'est a través d'una sèrie de llacs (Highrock, Granville, Southern Indian i Gauer). En superar aquests llacs el 60% del seu cabal és desviat cap al riu Nelson per a la generació hidroelèctrica, mentre la resta flueix com a riu Churchill fins a la badia de Hudson, prop de la població de Churchill.

## Història
El riu Churchill fou la principal via de transport emprada pels voyageur entre el segle xviii i el XX, després que els dene ensenyessin a mostrés a Peter Pond el pas Methye que connecta la conca de la badia de Hudson amb els rius Clearwater - Athabasca - Mackenzie, que desguassen a l'oceà Àrtic.

## Espècies de peixos
El riu Churchill acull nombroses espècies de peixos, com ara la perca groga, el lluç de riu, l'esturió groc, la Lota, el Coregonus clupeaformis, el Salvelinus namaycush, el Catostomus commersonii, el Moxostoma macrolepidotum, el Catostomus catostomus, el Sander vitreus i el Sander canadensis.